# Голубєва Парасковія Іллівна
Параско́вія Іллі́вна Го́лубєва (1893, Московська губернія, тепер Московська область, Російська Федерація — ?) — радянська діячка, робітниця-стахановка, ткаля Дрезненського бавовняного комбінату Московської області. Депутат Верховної Ради СРСР 1-го скликання.

## Життєпис
Народилася в багатодітній родині робітника торфорозробок Лікінської фабрики Московської губернії (за іншими даними — в родині лісника, який працював у Губинському лісомасиві). З шестирічного віку няньчила дітей. На початку 1900-х років переїхала з батьками до селища Дрезни.
З 1909 року працювала на Зімінській мануфактурі (Дрезненській прядильно-ткацькій фабриці) Московської губернії. З 1920-х років — ткаля Дрезненського бавовняного комбінату Орєхово-Зуєвського району Московської області, активістка жіночої ради.
Член ВКП(б) з 1931 року.
Стахановка, удвічі збільшила кількість ткацьких верстатів, які обслуговувала на фабриці. Під час німецько-радянської війни утримувала першість у соціалістичному змаганні текстильників, на чолі делегації Орєхово-Зуєвського району часто виїжджала на передову для бесід із радянськими бійцями та вручення подарунків. 
З 1952 року — персональний пенсіонер союзного значення.
Подальша доля невідома.

## Нагороди
- орден Леніна (7.04.1939)
- Почесний громадянин Орєхово-Зуєвського району Московської області